# Либан
Либан (арап. لبنان), званично Либанска Република (арап. الجمهورية اللبنانية), држава је у Леванту у југозападној Азији. Граничи се са Сиријом на северу и истоку, Израелом на југу и Средоземним морем на западу. Налази се на раскрсници Средоземља и Арабијског полуострва. Либан има више од пет милиона становника и простире се на површини од 10.452 2. Главни и највећи град је Бејрут.
Људска цивилизација у Либану датира од 5000 година пре нове ере. Од 3200. до 539. године п. н. е. био је део Феникије, поморског царства које се простирало Средоземљем. Током 64. века п. н. е. регион је постао део Римског царства, а касније и Византије. После 7. века, дошао је под власт различитих калифата, међу којима Праведни, Омајадски и Абасидски калифат. У 11. веку су успостављене крсташке државе, које су пале у руке Ајубида и Мамелука, а на крају и Османлија. У 19. веку, под влашћу османског владара Абдулмеџидом I, основана је прва либанска држава као дом за маронитске хришћане, у периоду Танзиматске реформе.
Након распада Отоманског царства после Првог светског рата, Либан је дошао под Мандат за Сирију и Либан, којим је управљала Француска, чиме је успостављен Велики Либан. Француска владавина је значајно ослабила након инвазије Немачке на Француску 1940. До 1943. Либан је стекао независност од Слободне Француске и успоставио посебан облик конфесионалистичке владе, са главним верским групама у држави које су добиле специфична политичка овлашћења. Нова либанска држава је била релативно стабилна након стицања независности, али је то на крају разбијено избијањем Либанског грађанског рата (1975—1990). Либан је такође био потчињен од стране две војне окупације: Сирије од 1976. до 2005. и Израела од 1985. до 2000. Од краја сукоба, уложени су опсежни напори да се оживи привреда и обнови национална инфраструктура.
Либан је земља у развоју, која се налази на 112. месту по Индексу хуманог развоја. Класификована је као држава са вишим средњим приходима. Либанска криза ликвидности, заједно са корупцијом широм земље и недавним катастрофама као што је експлозија у Бејруту 2020, убрзали су колапс либанске валуте и подстакли политичку нестабилност, широко распрострањену несташицу ресурса и високу незапосленост и сиромаштво. Светска банка је економску кризу у Либану дефинисала као једну од најгорих у свету од 19. века. Упркос малој величини земље, либанска култура је позната и у арапском свету и широм света, првенствено захваљујући либанској дијаспори. Либан је један од оснивача Уједињених нација и Арапске лиге, као и члан је Покрета несврстаних, Организације исламске сарадње, Међународне организације Франкофонија и Групе 77.

## Географија

### Положај
Либан се налази на Блиском истоку. Земља је оивичена на западу Медитераном. Дужина либанске обале је 225 km. Површина земље је 10452 km², од којих је 10230 km² копно.
Либан се граничи са Сиријом на 375 km дугачкој граници на северу и истоку, а са Израелом на југу у дужини од 79 km. Границу са Израелом су УН дефинисале као важећу, осим мале територије фарме Шеба која се налази на Голанској висоравни. За њу Либан тврди да припада њему, али ју је окупирао Израел који тврди да припада Сирији. УН су потврдиле да ова територија не припада Либану, али Хезболах и дан данас користи ову територију за лансирање повремених напада на суседни Израел.

### Геологија и рељеф
Либан се дели у четири физичко-географска региона: приморска равница, планина Либан, долина реке Бекаа и Антилибанске планине. На истоку је оивичен афричко-сиријском депресијом.
Уску и испрекидану приобалну равницу формирали су морски седименти и речни наноси (алувијум). Плодно тле се смењује са подручјима песковитих увала и каменитих плажа. Планина Либан се оштро уздиже паралелно медитеранској обали и ствара ланац гора од кречњака и пешчара који се протеже скоро целом дужином земље. Планински ланац варира у ширини од 10 до 56 km. Испресецан је уским и дубоким кланцима. Највиши врх планине Либан је на 3088 m изнад нивоа мора. То је врх Курнат ал Савда (Qurnat as Sawda') у северном Либану. Планине се даље полако спуштају ка југу, где се поново уздижу ка врху Санин (Sannine) на 2695 m. Долина реке Бекаа се налази између планине Либан на западу и планина Антилибан на истоку. Она је део система Велике раседне долине. Долина је дуга 180 km и широка 10 до 26 km. Њено плодно тле је алувијалног порекла. Антилибанске планине се простиру паралелно планини Либан. Њихов највиши врх је Хермон на 2814 m надморске висине.

### Воде
Најважнија река Либана је 145 km дуга река Литани. Она извире у долини Бекаа западно од Баалбека, а улива се у Средоземно море северно од Тира.

## Историја
Либан је био један од главних региона Феничана чија је поморска трговина и привреда цветала више од 2.000 година, од око 2.700 до 500. п. н. е. Феничанска цивилизација се развила на данашњем подручју Либана и Сирије. Феничанска цивилизација је била први облик морске трговине и привреде, која се раширила Медитераном, првог миленијума п. н. е. Мада у то време, границе држава нису биле јасно дефинисане, сматра се да је град Тир био најјужнија тачка Феничана. Сарепта, градић између Сидона и Тира, је један од најистраженијих градића из феничанског периода. Иако су људи овог регона сами себе називали Хананима, назив Феничани је постао познат услед Грка који су их звали Фоники, што на грчком значи љубичаста боја (грчки φοῖνιξ). Хемијска боја која је у античко време коришћена за бојење текстила се такође звала Феникс. Тако да су Феничани убрзо постали познати у то време као 'Љубичаст народ'.
Феничани, највероватније семитски народ, су се служили феничанским језиком, касније названим пунским језиком, јер је латинска (римска) реч за љубичасту боју пуницеус (Puniceus). Упркос многим писањима, књиге које су писали нису у великом броју преживеле до данас. Феничанске колоније северне Африке су биле извор многих чињеница и сазнања о феничанској култури. Свети Августин је познавао у малој мери пунски језик којим су се Феничани служили и понекад их је користио при објашњавању сродних речи на хебрејском језику. Име његове мајке, Света Моника, се сматра пунског порекла. Регион је био територија Римског царства у провинцији Сирије. Током средњег века био је важна географска тачка многобројним освајањима крсташа. Након одласка крсташа пада у руке Османског царства.
Распадом Османског царства након завршетка Првог светског рата, Друштво народа је Француској мандатом дало пет провинција, које данас чине Либан.
Модерни либански устав из 1926. године гарантује баланс политичке моћи међу највећим религијским групама.

### Либански грађански рат
Након Арапско-израелског сукоба 1948. године, Либан је постао уточиште 110.000 избеглица из Палестине који су пребегли из Израела. Додатни број палестинских избеглица је дошло у Либан након новог арапско-израелског сукоба 1967. године и Црног септембра. 1975. године број је достигао преко 300.000 избеглица које је предводио Јасер Арафат, који је истовремено био и на челу Палестинске ослободилачке организације. Током раних 1970-их година, тензије су порасле услед великог броја палестинских избеглица на југу земље. У самом почетку дошло је до сукоба палестинских избеглица и Либанаца који су припадали левици. Током сукоба, сукобљене стране су добијале дефинисанији облик, те су на једној страни сукоба били хришћани, на челу са Бачир Гемајелом, док су на другој страни биле палестинске избеглице, муслимани сунити и Друзи. Грађански рат који је непосредно уследио је оставио нацију без икакве организационе власти.

### Бомбардовање Кане
Дана 18. априла 1996. године усред израелског контранапада на Хезболах, израелске снаге су бомбардовале седиште мировних снага у малом месту Кана, у којем је око 800 Либанаца нашло уточиште у избегличком центру, што је резултовало са 100 мртвих међу либанским цивилима и око 300 повређених, међу којима је било и припадника међународних мировних снага. Израел је окарактерисао овај напад као трагичну грешку, док је истрага УН која је следила потврдила сумњу у овај став. Незванично примирје је постигнуто осам дана касније.

### Сиријско повлачење и последице
Унутрашња политичка ситуација у Либану се значајно променила почетком 2000-их. Након израелског повлачења из јужног Либана и смрти Хафиза ал Асада 2000, сиријско војно присуство је наишло на критике и отпор либанског становништва.
Бивши премијер Рафик Харири је убијен 14. фебруара 2005. у експлозији аутомобила бомбе. Вође Алијансе од 14. марта су оптужене Сирију за напад, док су Алијанса од 8. марта и сиријски званичници тврдили да је за убиство одговоран Мосад. Хариријево убиство је означило почетак низа атентата чији резултат су биле смрти многи истакнутих јавних либанских јавних личности. Оно је такође покренуло Кедарску револуцију, низ демонстрација на којем је тражено повлачење сиријске војске из Либана и оснивање међународне комисије да се истражи атентат. Под притиском Запада, Сирија је почела са повлачењем и до 26. априла 2005. сви сиријски војници су се вратили у Сирију.
Хезболах је 12. јула 2006. започео низ ракетних напада и упада у израелску територију, где су убили тројицу израелских војника и заробили још двојицу. Израел је одговорио ваздушним и артиљеријским нападима на мете у Либану и копненом инвазијом што је довело до рата у Либану. Сукоб је званично окончаном резолуцијом УН 1701 од 14. августа 2006. која је наложила прекид ватре. У рату је погинуло око 1191 Либанац и око 160 Израелаца Јужна предграђа Бејрута су тешко оштећена у израелским ваздушним нападима.

## Савремена историја
Године 2021. дошло је до кулминације вишегодишње економске и друштвене крзе у Либану. Око 80% грађана нема довољно хране ни новца да купи храну, трећина деце нема редовне оброке. Светска банка је догађаје у Либану наводи као једну од три највеће економске кризе од средине 19. века.

## Административна подела
Либан је подељен на шест покрајина (мухафаза), који се деле на округе (када) и општине.
1. Шамал (Триполи)
2. Џабал Либнан (Бабда)
3. Бека (Захле)
4. Бејрут (Бејрут)
5. Џануб (Сидон)
6. Набатија (Набатија)

## Привреда
Главне привредне гране Либана су туризам и финансијске услуге. Постоји јак потенцијал за узгајање воћа и винове лозе. Сеоска пољопривредна производња је веома ефикасна у чему Либан предњачи међу арапским земљама. Инфлација је ниска и 2004. је износила 0,5%.
Проблеми у привреди су: зависност од увоза нафте и гаса, као и високи државни дуг. Наркокриминал и корупција подривају поверење инвеститора.

## Становништво
Становништво Либана је састављено од мешавине различитих етничких група и религија- муслимана (шиити и сунити), хришћана (маронити, римокатолици, православци, Асиријанци, Копти) и других мањина (Друзи и Алавити). Попис становништва није рађен још од 1932. године. Процењује се да је већина становништва муслиманске вероисповести, а да су остали хришћани. Постоји јако мала група Јевреја, који углавном живе у источном делу Бејрута. Такође и јако мали број Курда (мање од 1% свеукупног становништва) живи у Либану. Око 15 милиона људи либанског порекла живи широм света, углавном хришћана и Друза.
Око 360.000 палестинских избеглица се регистровало у Либану, али са подацима радника Високог Комесаријата за избеглице Уједињених нација сматра се да се од тога броја пуно људи одселило, и да је тренутно у Либану око 160.000 до 225.000 палестинских избеглица.
Урбано становништво, углавном концентрисано у Бејруту и око Планине Либан, је познато по своме пословном духу. Век и по миграције и сталних путовања и размештања по свету, довело је до тога да данашњи млади пословни људи Либана имају контакте широм света, од северне и јужне Америке до Европе, Заливских држава и Африке. Либан, у поређењу са остатком арапског света, има велики број становништва са високом стручном спремом.

### Највећи градови
| Бејрут Триполи | 1.  | Бејрут   | Бејрут        | 1.251.739 | Сидон Тир |
| Бејрут Триполи | 2.  | Триполи  | Северни Либан | 229.398   | Сидон Тир |
| Бејрут Триполи | 3.  | Сидон    | Јужни Либан   | 163.554   | Сидон Тир |
| Бејрут Триполи | 4.  | Тир      | Јужни Либан   | 135.204   | Сидон Тир |
| Бејрут Триполи | 5.  | Набатија | Набатија      | 98.433    | Сидон Тир |
| Бејрут Триполи | 6.  | Џуније   | Џебел Либан   | 96.315    | Сидон Тир |
| Бејрут Триполи | 7.  | Захле    | Бекаа         | 78.145    | Сидон Тир |
| Бејрут Триполи | 8.  | Баабда   | Џебел Либан   | 77.106    | Сидон Тир |
| Бејрут Триполи | 9.  | Згарта   | Северни Либан | 32.917    | Сидон Тир |
| Бејрут Триполи | 10. | Баалбек  | Бекаа         | 30.916    | Сидон Тир |

## Култура
Либан је увек био тачка судара цивилизација, тако да није ни чудо да овако мала земља поседује тако разнолику и богату културу. Либанска разноликост у погледу етничке припадности и религије је дала либанској кухињи нарочито шаренило. Бејрут има веома богату урбану културу, са бројним фестивалима и великим бројем музеја, позоришта, галерија, модних ревија, концерата, итд. Либанско друштво је високо образовано и модерно, и може да се пореди са европским друштвима. Либан, а нарочито Бејрут, је постао центар арапског света. Либан је такође члан франкофонских нација (видети Франкофонске игре), тј. нација у којима је француски утицај веома велик услед историјских догађаја, и то је разлог што скоро половина Либанаца говори течно арапски и француски језик. У последње време услед великог комерцијалног утицаја, енглески је постао веома популаран, нарочито код младих и студената. Либан није само место сусрета ислама и хришћанства, већ представља и врата Европи ка арапском свету, и врата арапском свету Европи.
Либан је и место где неколико престижних универзитета имају своје огранке, као што су Амерички Универзитет у Бејруту и Универзитет Баламанд, као и бројне установе високог образовања. Један од либанских писаца који је преведен и на српски је Амин Малуф.

## Међународни односи
Инострани односи Либана само рефлектују његову географску локацију, структуру популације, привреду и тржиште. Либански односи са иностранством су били под великим утицајем Сирије, која је одржавала контролу над Либаном својим војним присуством у земљи, све до Кедар Револуције.
Либан је завршио преговоре са Европском унијом о сарадњи, које су обе стране верификовале касне 2001. године, и уговор је ступио на снагу јануара 2002. године. Либан такође има билатералне односе са неколико арапских земљама и тренутно су у току преговори о приступању Либана у Светску Трговинску Организацију. Либан има веома добре односе са свим својим арапским суседима, упркос историјским тензијама са Либијом, Палестином и Ираком. Либан је такође члан Организације Исламске Конференције и одржава блиске односе са Ираном.
Либан нема дипломатске нити трговинске односе са Израелом. Маја 1983. године Израел и хришћанска влада тадашњег Либана су потписале de facto мировни споразум који би омогућио билатералне односе, али овај споразум никада није реализован. Званичан став Либана према Израелу је тај да се односи двеју држава могу успоставити тек онда када доведе до краја сукоб око израелско-палестинских насеља и када се Голанска висораван врати Сирији.
Либан и Израел и даље имају неразјашњену границу у јужном Либану, на северној страни Голанских висоравни. Либан тврди да је ова либанска земља окупирана, док Израел тврди да је овај део земље сиријски и да пада под уговором о израелско-сиријском примирју. Либан би такође желео да Израел узме натраг скоро 250.000 палестинских избеглица који су се након ратова у региону последњих деценија настанили у Либану.